# Gemini 1
La Gemini 1 fou un vol espacial no tripulat del programa Gemini de la NASA llançat el 1964. Fou el primer vol de prova no tripulat de la nau Gemini. Els seus objectius principals eren posar a prova la integritat estructural de la nova nau espacial i l'MBI Titan II. A més, fou la primera prova dels nous sistemes de seguiment i comunicació del programa Gemini i proporcionà un entrenament pels equips de terra per les primeres missions tripulades.
El seu llançament estava previst per al desembre de 1963, però les dificultats en el desenvolupament de la nau espacial i del seu impulsor van retrassar quatre mesos la missió. Gemini 1 es va llançar des del complex 19 del Cap Kennedy (ara Canaveral) a Florida el 8 d'abril de 1964. La nau espacial es va mantenir unida a la segona etapa del coet. La missió va durar tres orbites mentre s'extreien dades de la prova, tot i que la nau es va quedar a l'espai fent gairebé 64 òrbites més abans aquesta no es va deteriorar a causa de la resistència atmosfèrica.
La nau espacial no estava destinada a ser recuperada; de fet, es van realitzar uns forats al del seu escut tèrmic per garantir que no sobreviuria a la reentrada.

## Antecedents
El Programa Gemini va ser concebut com una transició entre el mòdul monoplaça del projecte America Mercury i el de tres places de l'Apollo. Amb un disseny àmpliament extrapolat del seu predecessor, la nau espacial Gemini permetria a dos astronautes realitzar les maniobres inherents a la missió lunar d'Apollo: trobada, acoblament i canvi d'òrbita. A més, Gemini donaria suport als astronautes a l'espai per a vols prolongats, aproximant-se a la durada prevista de les missions d'Apollo.
La seva capacitat per a dues persones i les seves capacitats ampliades va fer que la Gemini fos una nau espacial substancialment més pesant que la Mercuri, massa pesant per a ser elevada en òrbita pel coet Atlas de la Mercury. Calia reemplaçar aquells Atlas per un coet capaç de posar en òrbita les càpsules Gemini. El recentment desenvolupat Titan II ICBM (que també havia estat utilitzat per la Força Aèria per al seu projecte d'avió espacial X-20) n'era el candidat: tenia una propulsió de dues vegades i mitja superior a la de l'Atlas, una construcció mecànica molt més senzilla i la capacitat d'emmagatzemar els propergols indefinidament. A més, els combustibles del Titan II eren menys perillosos que els de l'Atlas, el que significava que una explosió de reforç, en cas que succeís, seria menys violenta. Això va fer que la pesant torre d'escapament utilitzada en el programa Mercuri quedés obsoleta, en canvi, es podien utilitzar seients d'ejecció.
L'objectiu principal de la primera missió de Gemini va ser provar en vol el vehicle de llançament del Titan II modificat i la solidesa estructural bàsica de la càpsula de la Gemini en condicions de llançament i orbitals. Com a tal, la primera càpsula de Gemini podria ser una estructura en gran manera. Els objectius secundaris de la missió van incloure la prova dels sistemes d'orientació remots, els sistemes de redundància del Titan i l'avaluació del sistema de detecció incorrecta de Gemini-Titan.

## Missió i resultats
Després d'un impecable compte enrere, el propulsor Titan II de la Gemini 1 va enlairar-se del complex de llançament 19 del Cap Kennedy a les 11:00:01 EDT, el 8 d'abril de 1964. Es va arribar a la primera etapa després de dos minuts i mig amb el coet de 35 milles nàutiques (64 km) d'alçada i 49 milles nàutiques (91 km) de baixada. En aquell moment, es va produir una inesperada pèrdua de senyal de la nau de tres segons. Posteriorment, es va determinar que aquesta breu apagada de les comunicacions va ser causada per ions carregats resultants de la separació i posada en marxa de la segona etapa, similar a la desconnexió durant la reentrada de la nau espacial. Tots els vols Gemini posteriors patirien la mateixa breu apagada.
La nau espacial va assolir l'òrbita cinc minuts i mig després del llançament. El vehicle de llançament havia donat un excés de 7 metres (24 peus) per segon de velocitat a la Gemini 1, posant la nau espacial en una òrbita amb un apogeu de 170 milles nàutiques (320 km) en lloc de les 161 milles nàutiques previstes (299 km). Això va allargar la vida útil de Gemini 1 des tres dies i mig previstos fins a quatre.
La missió formal de la Gemini 1 havia acabat molt abans. La seva bateria només havia estat dissenyada per a durar una sola òrbita, i només les tres primeres òrbites, que duraven quatre hores i 50 minuts, formaven part del pla de vol. La Gemini 1 va reentrar a la Terra per l'Atlàntic Sud, a mig camí entre Amèrica del Sud i l'Àfrica, el 12 d'abril de 1964, durant la seva 64a òrbita.
Com a resultat de l'èxit del vol, el Titan II va ser considerat man-rated (segur per al seu ús en vols espacials). L'homologació de la càpsula de la Gemini, no s'aconseguiria fins al llançament de la Gemini 2 nou mesos més tard, el 19 de gener de 1965.
La missió Gemini 1 va tenir el suport de 5.176 membres del Departament de Defensa dels Estats Units, així com per onze avions i tres vaixells proporcionats pel mateix departament.